# Maculia berggrenii
Maculia berggrenii là một loài rêu tản trong họ Lepidoziaceae. Loài này được (Herzog) E.A. Hodgs. miêu tả khoa học lần đầu tiên năm 1965.